# Tamara Thomsen
Tamara Thomsen (* 1982) ist eine deutsche Psychologin und ehemalige Kraftdreikämpferin.

## Sport und Beruf
Tamara Thomsen begann bereits in frühen Jahren mit Skifahren, Judo und Ballett. Später kamen auch weitere Sportarten dazu, unter anderem Schwimmen, Tennis und Taekwondo. In ihrer Jugend kam Thomsen zum Krafttraining und im Jahr 2010 zum Kraftdreikampf (Powerlifting), den sie zehn Jahre als aktiven Wettkampfsport auf nationaler und internationaler Ebene betrieb.
Beruflich ist Tamara Thomsen Psychologin, Sportpsychologin und systemische Beraterin und Therapeutin für Kinder, Jugendliche und Erwachsene. Sie arbeitet als Professorin an der Hochschule für Angewandte Wissenschaft und Kunst und ist selbständig in eigener Praxis in Hildesheim tätig. Daneben ist sie Kooperationspartnerin für Sportpsychologie am Olympiastützpunkt Niedersachsen und betreut dort Leistungssportler von Landes- bis Olympiakader.

## Sportliche Erfolge
Thomsen wurde in den Jahren 2014 bis 2017 Deutsche Meisterin und im Jahr 2019 Deutsche Vizemeisterin im Kraftdreikampf des BVDK (RAW, ohne unterstützendes Equipment) in ihrer Gewichtsklasse (bis 63 kg / bis 72 kg). Auf europäischer Ebene belegte sie bei den European Championships der EPF 2× den 3. Platz (2015 in Tschechien und 2016 in Estland) und 1× den 4. Platz (2017 in Dänemark). Auf internationaler Ebenen belegte sie auf den World Classic Powerlifting Championships der IPF im Jahr 2013 in Russland den 6. Platz, 2014 in Südafrika den 5. Platz, 2016 in Texas, USA den 8. Platz und 2017 in Weißrussland den 4. Platz.

### Wettkämpfe und Platzierungen
- 2013 6. Platz World Classic Powerlifting Championships (IPF)
- 2014 1. Platz Deutsche Meisterschaft Aktive KDK (BVDK)
- 2014 5. Platz World Classic Powerlifting Championships (IPF)
- 2015 1. Platz Deutsche Meisterschaft Aktive KDK (BVDK)
- 2015 3. Platz European Championships (EPF)
- 2016 1. Platz Deutsche Meisterschaft Aktive KDK (BVDK)
- 2016 3. Platz European Championships (EPF)
- 2016 8. Platz World Classic Powerlifting Championships (IPF)
- 2017 1. Platz Deutsche Meisterschaft Aktive KDK (BVDK)
- 2017 4. Platz European Championships (EPF)
- 2017 4. Platz World Classic Powerlifting Championships (IPF)
- 2019 2. Platz Deutsche Meisterschaft Aktive/Senioren KDK (BVDK)
- 2020 1. Platz Three Nations Cup

## Bestwerte

### Raw (Ohne unterstützende Ausrüstung)
- Kniebeuge: 170 kg
- Bankdrücken: 93 kg
- Kreuzheben: 190 kg